# Чемпионат Румынии по футболу 1909
Чемпионат Румынии по футболу 1909 года — 1-й сезон главного футбольного первенства Румынии. Официальное название Кубок АСАР (рум. Asociațiunea Societăților Atletice din România).

### Турнирная таблица и Результаты матчей
| Команда              | 1                                        | 2                                        | 3                                         | И | В | Н | П | РМ     | О |
| -------------------- | ---------------------------------------- | ---------------------------------------- | ----------------------------------------- | - | - | - | - | ------ | - |
| Олимпия Бухарест     |                                          | 2:1 стадион Болта Реш 6 декабря 1909 год | 3:3 11 декабря 1909 год                   | 2 | 1 | 1 | 0 | 5-4=+1 | 3 |
| Колентина (Бухарест) | 1:2 6 декабря 1909 год                   |                                          | 2:0 стадион Колентина 15 декабря 1909 год | 2 | 1 | 0 | 1 | 3-2=+1 | 2 |
| Юнайтед Плоешти      | 3:3 стадион Ла Сосиа 11 декабря 1909 год | 0:2 15 декабря 1909 год                  |                                           | 2 | 0 | 1 | 1 | 3-5=-2 | 1 |